# Simona Sparaco
Simona Sparaco (Roma, 14 de diciembre de 1978 -) es una escritora italiana.

## Biografía
Formada en La Sapienza y luego en la Holden School de Turín. Publica Anime di Carta. Regresó en Roma para continuar su formación en la Rai con Dino Audino.

## Obra
- 2005 - Anime di Carta (Viviani Editore)
- 2009 - Lovebook - (Newton Compton Editore)
- 2010 - Bastardi senza amore (Newton Compton Editore)
- 2013 - Nessuno sa di noi
- 2014 - Se chiudo gli occhi (Giunti Editore)
- 2016 - Equazione di un Amore (Giunti Editore)
- 2017 - Sono cose da grandi (Einaudi)